# Kostel svatého Františka a Viktora
Římskokatolický farní kostel svatého Františka a Viktora je jedinou architektonickou památkou v ostravské místní části Hrušov. V roce 1997 byl zasažen ničivou povodní. Od 29. března 2010 je památkově chráněn.

## Historie
Předchůdcem kostela byl dřevěný kostelík svaté Marie Magdaleny ze 14. století. Chátrající stavba však nemohla pokrýt potřeby věřících, proto bylo koncem 19. století rozhodnuto o stavbě nového svatostánku. V čele skupiny občanů stál majitel zdejší továrny na sodu Viktor rytíř Miller zu Aichholz, který věnoval značnou finanční částku. Projektu se ujal vídeňský architekt Max Schweda s Leopoldem Theyerem, přičemž byly použity skici Heinricha von Ferstela. Navržena byla jednolodní novogotická stavba z režného zdiva, ze stejného materiálu je také věž. Základní kámen byl položen 4. července 1886, stavba byla dokončena na konci roku 1887, avšak vysvěcena byla za účasti kardinála Jiřího Koppa až 23. května 1893.
Interiér je převážně původní. Tvoří jej:
- hlavní oltář (1892)
- boční oltář Božského srdce Páně (konec 19. století)
- boční oltář Panny Marie Lurdské (1904)
- kazatelna (1892)
- zpovědnice (1892)
- lavice (1892)
- křížová cesta (1901)

Socha Panny Marie z bočního oltáře byla během povodní v roce 1997 zcela zničena, zůstaly pouze její sepjaté ruce. Ty jsou dnes vystaveny před zpovědnicí.
Současné varhany od firmy Rieger pocházejí z roku 1954. Jde o jedny ze tří největších varhan v Ostravě, avšak na jejich generální opravu farnost zatím nemá peníze.

## Současnost
Kostel s příchodem faráře Piotra Marka Kowalskiho výrazně ožil. Byla provedena oprava vnějších zdí, nyní (léto 2012) se opravuje věž a okenní vitráže. V plánu jsou kostelní věžičky a varhany. Snahou farníků je celková obnova kostelního prostranství a zřízení parkoviště. Finance na obnovu jsou získávány prostřednictvím sbírek věřících a darů od nadací. Známou podporovatelkou kostela je zpěvačka Marie Rottrová, která je hrušovskou rodačkou. Od roku 2017 do 2024 farářem byl  P.Mgr. ThLic. Krzysztof Szewczyk Th.D., Ph.D.